# Brad Beyer
Brad Beyer, właściwie Bradford G. Beyer Junior (ur. 20 września 1973 w Waukesha) − amerykański aktor teatralny, filmowy i telewizyjny, najbardziej znany z roli Stanleya Richmonda w serialu CBS Jerycho i Kirby Higbe w filmie sportowym 42 – Prawdziwa historia amerykańskiej legendy (42).

## Życiorys
Urodził się w Waukesha, w stanie Wisconsin. W szkole średniej grał w koszykówkę, piłkę nożną i na torze. Jego pierwszym doświadczeniem w aktorstwie była klasa teatralna na Uniwersytecie Minnesoty. Studiował aktorstwo w nowojorskim William Esper Studio.
W 1996 pojawił się w pilocie ABC Roman's Empire z Kelseyem Grammerem i gościnnie w jednym z odcinków serialu NBC Prawo i porządek (Law & Order). W 1998 wystąpił w spektaklu off-broadwayowskim Chili Queen. W 1999 zagrał postać kapitana Bransforda w filmie kryminalnym Sprawa honoru. Córka generała (The General's Daughter) u boku Johna Travolty.

## Filmografia

### filmy fabularne
- 1997: Cop Land jako młody policjant
- 1999: Trik (Trick) jako Rich
- 1999: Sprawa honoru. Córka generała (The General's Daughter) jako kapitan Bransford
- 2002: Fajna z niego babka (Sorority Boys) jako Spence Yvonne
- 2013: 42 – Prawdziwa historia amerykańskiej legendy (42) jako Kirby Higbe

### Seriale TV
- 1996: Prawo i porządek (Law & Order) jako Jack Miniver
- 2000: Seks w wielkim mieście (Sex and the City) jako Arthur
- 2001–2002: Brygada ratunkowa (Third Watch) jako sierżant Jason Christopher
- 2004: CSI: Kryminalne zagadki Miami (CSI: Miami) jako Doug Sawyer
- 2006: Pentagon: Sektor E (E-Ring) jako Damon
- 2006–2008: Jerycho (Jericho) jako Stanley Richmond
- 2008: Bez śladu (Without a Trace) jako Kevin Weaver
- 2008: Zabójcze umysły (Criminal Minds) jako detektyw Steve Berry
- 2009: Magia kłamstwa (Lie to me) jako porucznik Tom Clayton
- 2012: Świętoszki z Dallas (GCB) jako Zack Peacham
- 2012: Partnerzy jako detektyw Brady Gooden
- 2012: Agenci NCIS jako kapitan marynarki Joe Westcott
- 2013: Bananowy doktor jako Don O’Shea
- 2013: Zbrodnie Palm Glade jako Ryan Baker
- 2014: Pułapki umysłu jako Mordecai 'Three Finger' Brown
- 2014: Extant: Przetrwanie jako Harmon Kryger